# José Miranda Justo
José Miranda Justo (Lisboa, 1951) é um pintor e tradutor português .

## Técnica
Estudou na Faculdade de Letras da Universidade Clássica de Lisboa, onde ainda lecciona. Como pintor, é um tanto ou quanto um autodidacta. A sua obra pictórica situa-se dentro de uma concepção abstracta, cria o estruturas lineares elementares. Joga com a visualização das superfícies cobertas de tinta, o que lhe permite distinguir as diversas áreas criadas dentro do quadro. Deste modo, nos seus quadros surgem quadrados ou rectângulos brancos dentro e uma tela já trabalhada numa sobreposição de tintas em conjunto com um empastamento de gesso.